# مرکوری مونتینر
مرکوری مونتینر (Mercury Mountaineer) خودرویی است که در سال‌های ۱۹۹۷ تا ۲۰۱۰در لویی ویل و سنت‌لوئیس تولید شده‌است. طراحی آن موتور جلو، توزیع نیروی پیشران، خودرو چهار چرخ محرک بوده است.